# Little Bird
A Little Bird a The Beach Boys egyik dala az együttes 1968-ban megjelent Friends című albumáról. Ez a dal jelent meg a „Friends” című kislemez B-oldalán. Szerzői Dennis Wilson és egy Los Angeles-i költő, Stephen Kalinich voltak. A felvételek során Dennis és Carl Wilson énekelték a dal vezető vokálját.
Brian Wilson így nyilatkozott a dalról: „Dennis írta a Little Bird című dalt, ami megdöbbentette az agyam, hiszen annyira tele volt spiritualitással. Keményen és durván élt, de a zenéje ugyanolyan érzékeny volt, mint bárki másé.” Kalinich visszaemlékezése szerint viszont gyakorlatilag egymaga írta az egész dalt: „Brian sosem vállalta az elismerést, miszerint ő írta ezt a dalt. Inkább megpróbált segíteni az öccsén.”
A kritikusok jó része a visszatekintő kritikákban az album egyik legjobbjaként jellemzi a dalt. 

## Feldolgozások
A dalt 2012-ben az Of Montreal nevű indie pop-együttes dolgozta fel.

## Külső hivatkozások
- Poetry, The Beach Boys and the Arts – An Interview with Stephen Kalinich. Postmondaen , 2020. december 16. [2022. október 20-i dátummal az eredetiből archiválva]. (Hozzáférés: 2022. október 20.)